# Heinz Kamnitzer

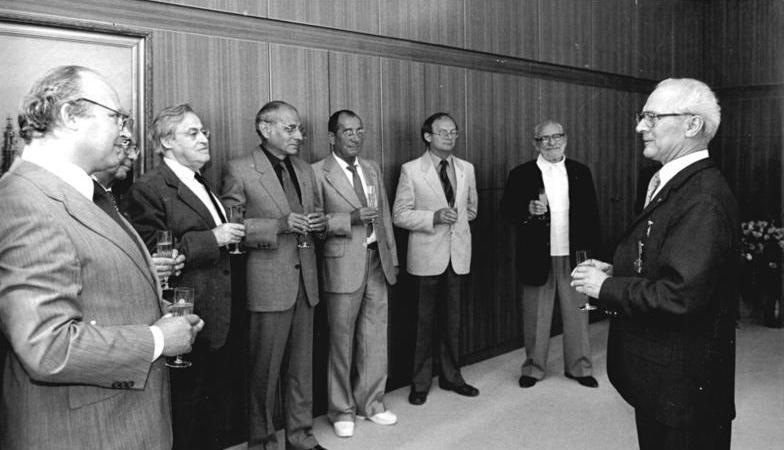
Heinz Kamnitzer (2. von links) am 70. Geburtstag von Erich Honecker

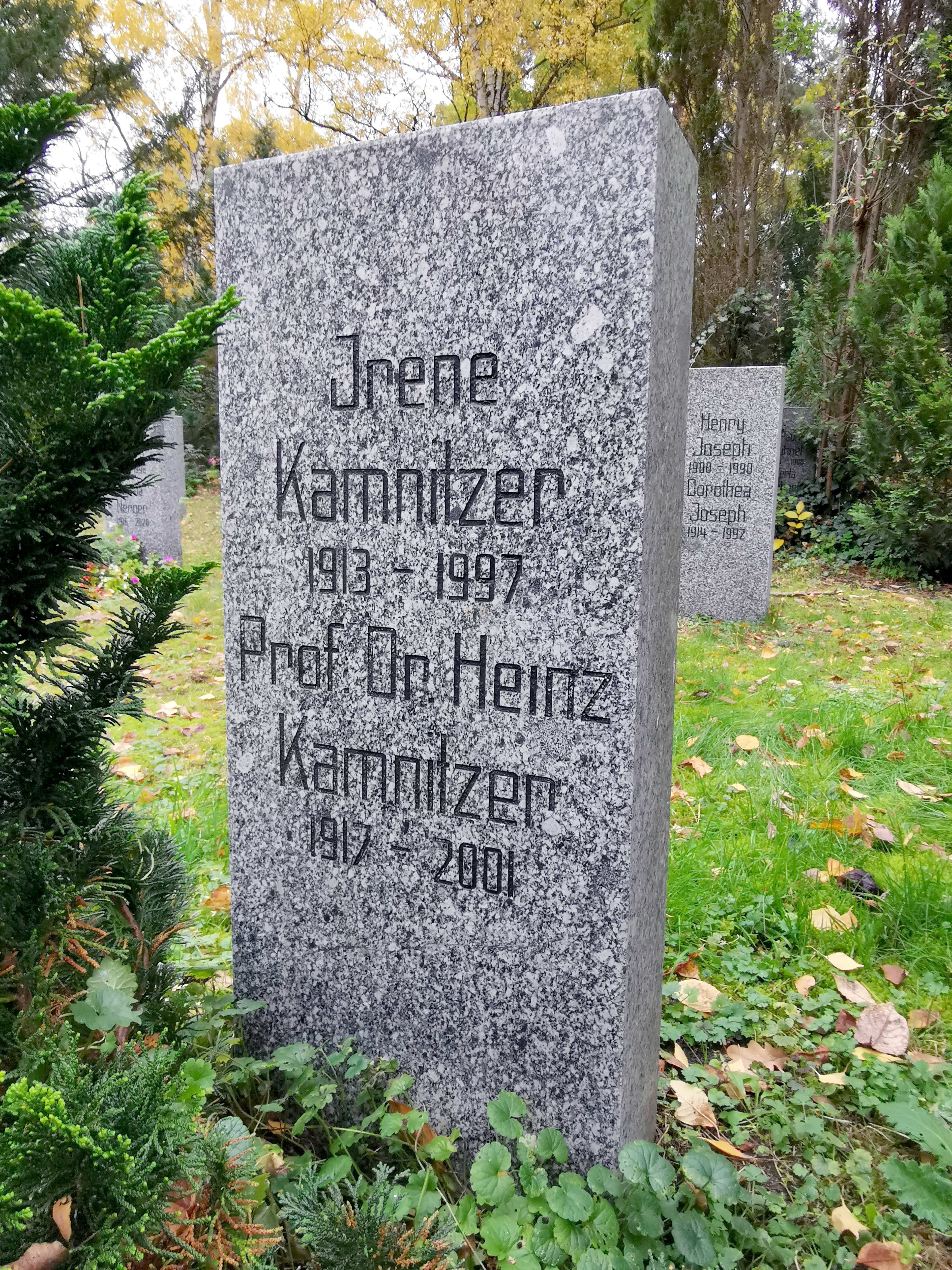
Grab auf dem Friedhof Pankow III, Abt. 36 U-413

Heinz Kamnitzer (* 10. Mai 1917 in Berlin; † 21. Mai 2001 in Berlin) war ein deutscher Schriftsteller und Historiker.

## Leben
Kamnitzer wurde 1917 als Sohn eines jüdischen Drogisten geboren. Im Herbst 1933 wurde der Gymnasiast Kamnitzer wegen illegaler politischer Arbeit festgenommen. Nach seiner Freilassung emigrierte er nach England, wo er weiter die höhere Schule besuchte. Hier schloss er sich der Kommunistischen Partei Deutschlands an. 1935 verließ er England und arbeitete zwei Jahre in Palästina als Hilfsarbeiter. Ab 1936 lebte er wieder in England und schrieb für englischsprachige antifaschistische Zeitschriften. 1939/40 war er Chefredakteur der Zeitschrift Inside Nazi Germany. 1940 wurde er, wie viele deutsche Emigranten in Großbritannien, als Enemy Alien in Kanada interniert. 1942 konnte er nach London zurückkehren und wurde Redakteur bei der Wirtschaftszeitung Petroleum Press Services. Er begann ein Studium der Politikwissenschaften und gehörte gleichzeitig der Leitung des Freien Deutschen Kulturbundes an.
1946 kehrte Kamnitzer aus dem Exil nach Berlin zurück. Er studierte an der Humboldt-Universität Philosophie und promovierte 1950 über „Die wirtschaftliche Struktur Deutschlands zur Zeit der Revolution 1848“ bei Alfred Meusel. Bereits 1947 hatte er einen Lehrauftrag für Geschichte an der Humboldt-Universität wahrgenommen und 1949/50 als Professor an der Brandenburgischen Landeshochschule in Potsdam gelehrt. Er heiratete 1950 die Schauspielerin Irene Eisermann; die Ehe bestand bis zu Irenes Tod 1997.
Von 1950 bis 1954 war Kamnitzer mit vollem Lehrauftrag Professor für „Geschichte des deutschen Volkes“ an der Humboldt-Universität in Berlin. Ab 1952 war er Direktor des Instituts für die Geschichte des deutschen Volkes und von 1953 bis 1955 Mitherausgeber der Zeitschrift für Geschichtswissenschaft. Einige Zeit war er in der sogenannten „Intelligenzsiedlung“ in Berlin-Schönholz, zu der auch die Straße 201 gehört, wohnhaft. Seine akademische Laufbahn endete wegen eines Plagiatskandals. Eine Rezension der in Westdeutschland erscheinenden Historischen Zeitschrift hatte aufgedeckt, dass Kamnitzer für eine gemeinsam mit Alfred Meusel erstellte Publikation über Thomas Müntzer den Großteil der historischen Dokumente zum Bauernkrieg einer Publikation des NS-belasteten Agrarhistorikers Günther Franz aus dem Jahr 1926 entnommen hatte, ohne dies kenntlich zu machen. Da Franz die Originaldokumente seinerzeit bearbeitet hatte, war dies als Plagiat zu werten. Kamnitzer wurde 1955 als Institutsdirektor entlassen, gab seine Professur auf und wurde freischaffender Schriftsteller. Er schrieb zahlreiche Sachbücher, Lyrikbände und Belletristik. Bekannt ist vor allem sein Buch über das Sterben von Arnold Zweig, „Der Tod des Dichters“. Kamnitzer war auch Herausgeber der Werke von Arnold Zweig. Ab 1951 war er auch Autor der Weltbühne.
Auch für das Filmstudio der DDR, die DEFA, hat Kamnitzer gearbeitet. So war er Drehbuchautor unter anderen von „Mord an Rathenau“ (1961, mit Alexander Stenbock-Fermor), „Junge Frau von 1914“, (1969, mit Egon Günther) sowie „Erziehung vor Verdun“ (1973, mit Egon Günther).
Seit 1958 hatte Kamnitzer dem PEN-Zentrum Deutschland Ost und West angehört. 1967 wurde er Vizepräsident und 1970 als Nachfolger Arnold Zweigs Präsident des PEN-Zentrums DDR. Von 1978 bis 1989 war er als Inoffizieller Mitarbeiter „Georg“ vom Ministerium für Staatssicherheit erfasst. Kamnitzers Tätigkeit, die politisch-ideologisch angeleitet und mit der Abteilung Kultur im ZK der SED abgestimmt war, wurde dabei von staatlicher Seite geschätzt, weil Kamnitzer auch internationales Ansehen genoss. Der Schriftsteller Fritz Rudolf Fries charakterisierte 1982 den DDR-PEN gegenüber dem Ministerium für Staatssicherheit:

„Die Arbeit des PEN-Zentrums DDR beschränkt sich im Grunde genommen auf Aktivitäten von Kamnitzer und Keisch, zwei alte Herren, die auch gegenwärtige Erscheinungen aus der revolutionären Sicht der fünfziger Jahre beurteilen. Das PEN-Zentrum existiert zwar und bemüht sich um internationale Präsenz, erscheint aber für die Öffentlichkeit kaum präsent.“

Kamnitzer, Lin Jaldati, der Verbandspräsident der Jüdischen Gemeinden Helmut Aris, der Vorsitzende der Ostberliner Gemeinde Heinz Schenk sowie die Schriftsteller Peter Edel und vor allem Arnold Zweig lehnten es 1967 ab, eine öffentliche Stellungnahme gegenüber Israel anlässlich des Sechstagekrieges zu unterzeichnen. 1988 lösten zwei staatskonforme Kommentare Kamnitzers einen Konflikt mit dem westdeutschen PEN-Zentrum aus. Nachdem es anlässlich der Liebknecht-Luxemburg-Demonstration zu Protesten von Oppositionellen gekommen war, hatte Kamnitzer im SED-Zentralorgan Neues Deutschland von „Gotteslästerung“ gesprochen und die Repressionen der Staatsmacht gerechtfertigt. Das PEN-Zentrum Bundesrepublik Deutschland kritisierte daraufhin in einer offenen Resolution Kamnitzer und das PEN-Zentrum DDR scharf. Kamnitzer reagierte mit einer Unterlassungsklage. Mit seiner kompromisslosen, staatskonformistischen Haltung stand er zu diesem Zeitpunkt im PEN-Zentrum DDR allerdings schon einsam da. Im Oktober 1989 trat er als Präsident des PEN-Zentrum DDR zurück und im Jahre 1995 trat er aus dem PEN-Zentrum (Ost) aus.

## Auszeichnungen in der DDR
- Deutsche Friedensmedaille, 1958
- Carl-von-Ossietzky-Medaille 1965
- Lessing-Preis der DDR 1972
- Vaterländischen Verdienstorden 1974 (Silber) und 1977 (Gold)
- Stern der Völkerfreundschaft in Gold 1987

## Werke
- Alfred Meusel: Thomas Müntzer und seine Zeit: Mit einer Auswahl der Dokumente des Grossen Deutschen Bauernkrieges. Hrsg. von Heinz Kamnitzer, Aufbau-Verlag, Berlin 1952
- Zur Vorgeschichte des Deutschen Bauernkrieges. Rütten & Loening, Berlin 1953
- Das Testament des letzten Bürgers. Essays und Polemiken. Berlin und Weimar, Aufbau. Berlin 1973
- Der Tod des Dichters. Buchverlag der Morgen, Berlin 1981
- Abgesang mit Schmerzen. Spotless, Berlin 1993
- Die grosse Verschwörung: Deutschland 1914–1918. GNN, Schkeuditz 1999
- Ein Mann sucht seinen Weg: Über Arnold Zweig. GNN, Schkeuditz 2001

## Filmografie
- 1963: Arnold Zweig (Drehbuch mit Renate Drescher)
- 1970: Junge Frau von 1914 (Fernsehfilm, Drehbuch)